# Џим Бродбент
Џејмс Бродбент (енгл. James Broadbent, 24. мај 1949) је британски глумац познат по улогама у филмовима Наопачке, Ајрис, Мулен руж!, Челична дама и као Хорације Пужорог у филмовима из Хари Потер серијала. Добитник је награда Оскар, Златни глобус и БАФТА у категорији Најбољи глумац у споредној улози. Познат је и по улози Слејтера „Љиге” у Мућкама, где је глумио у неколико епизода.

## Филмографија
| Улоге Џим Бродбент |                                              |               |                          | |
| Година             | Српски назив                                 | Изворни назив | Улога                    | Напомена |
| 1985.              | Бразил                                       |               | др Луис Џаф              | |
| 1987.              | Супермен 4                                   |               | Жан Пјер Дибоа           | |
| 2001.              | Дневник Бриџет Џоунс                         |               | Колин Џоунс              | |
| 2001.              | Мулен руж!                                   |               | Харолд Зидлер            | БАФТА за најбољег глумца у споредној улози Награда Националног одбора филмских критичара за најбољег глумца у споредној улози номинација - Награда Удружења филмских глумаца за најбољу филмску поставу |
| 2001.              | Ајрис                                        |               | Џон Бејли                | Оскар за најбољег споредног глумца Златни глобус за најбољег споредног глумца у играном филму Награда Националног одбора филмских критичара за најбољег глумца у споредној улози номинација - БАФТА за најбољег глумца у главној улози номинација - Награда Удружења филмских глумаца за најбољег глумца у споредној улози |
| 2002.              | Банде Њујорка                                |               | Бос Твид                 | |
| 2004.              | Пут око света за 80 дана                     |               | лорд Келвин              | |
| 2004.              | Бриџет Џоунс: На ивици разума                |               | Колин Џоунс              | |
| 2005.              | Летописи Нарније: Лав, вештица и орман       |               | професор Кирк            | |
| 2007.              | Пандури у акцији                             |               | инспектор Френк Батермен | |
| 2008.              | Индијана Џоунс и краљевство кристалне лобање |               | Дин Чарлс Стенфорт       | |
| 2009.              | Хари Потер и Полукрвни Принц                 |               | Хорације Пужорог         | |
| 2009.              | Проклети Јунајтед                            |               | Сем Лонгсон              | |
| 2011.              | Хари Потер и реликвије Смрти: Други део      |               | Хорације Пужорог         | |
| 2011.              | Челична дама                                 |               | Денис Тачер              | номинација − БАФТА за најбољег глумца у споредној улози |
| 2014.              | Меда Педингтон                               |               | Семјуел Грубер           | |
| 2016.              | Легенда о Тарзану                            |               | Британски премијер       | |
| 2016.              | Беба Бриџет Џоунс                            |               | Колин Џоунс              | |
| 2017.              | Меда Педингтон 2                             |               | Семјуел Грубер           | |
| 2024.              | Меда Педингтон у џунгли                      |               | Семјуел Грубер           | |
| 2025.              | Бриџет Џоунс: Луда за њим                    |               | Колин Џоунс              | |